# Abua

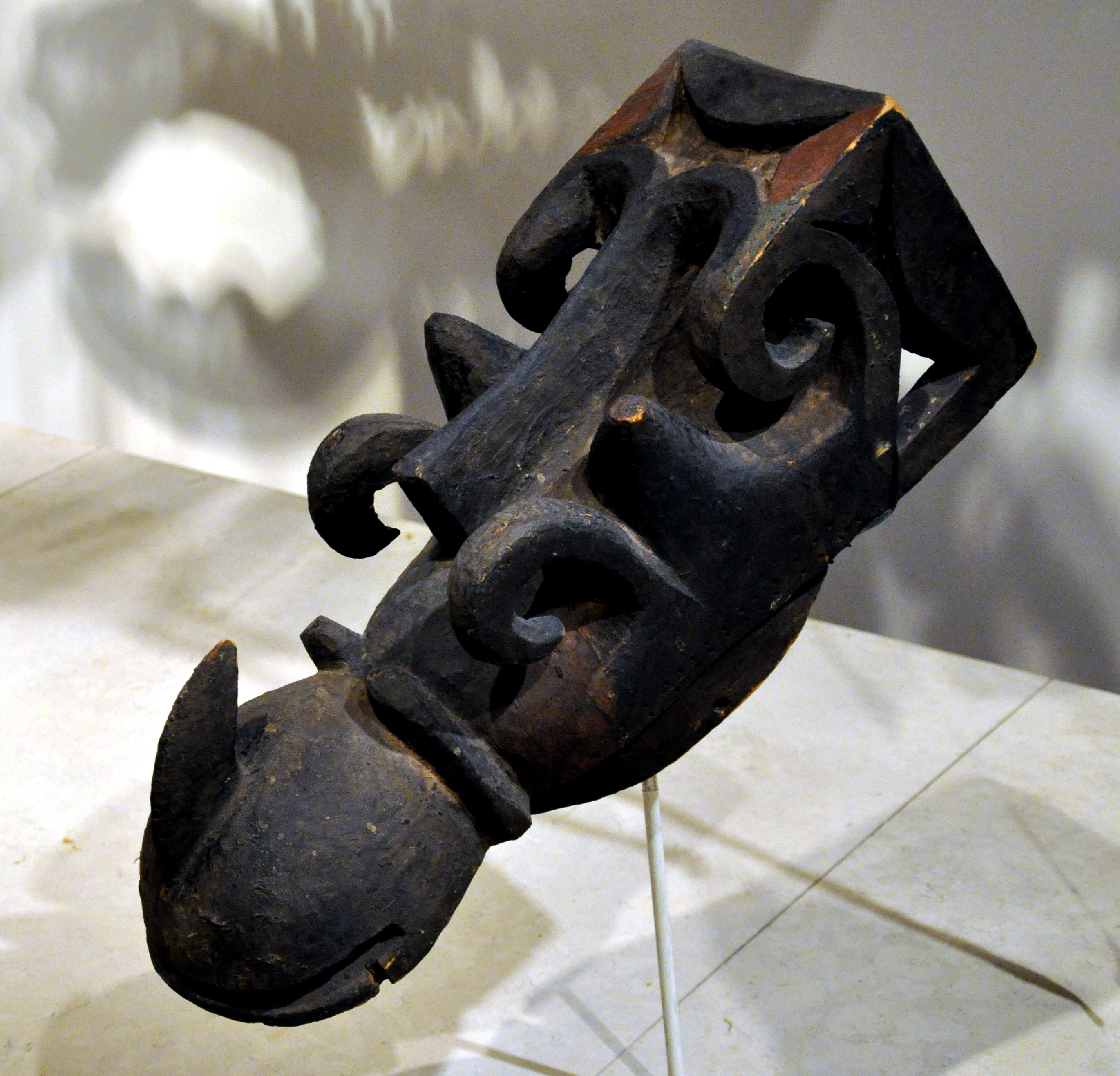
Màscara (mascarada d'hipopòtams), poble Abua, Nigèria, segle XIX. Museu Britànic.

L'abua és un idioma del grup atlàntic de la família nígerocongolesa parlada a Nigèria.
ISO/DIS 639-3: abn

## Distribució geogràfica
Es parla a les àrees locals de Degema i Ahoada, a l'estat de Rivers (Nigèria).
Hi ha una petita però molt pròspera comunitat immigrada als Estats Units.

## Parlants
30.000 (2002)

## Dialectes
L'abua distingeix quatre dialectes: Ogbo, Emughan, Otabha i Okpeden.

## Escriptura
La producció escrita en abua és escassa, essent la major part dels textos traduccions d'obres de caràcter religiós i materials publicats per lingüistes.
Els primers mateirals daten de 1971, Aselemi adibel adinya itugha onu Abuan i Opuru adiri ogbia, obra de Ian Gardner i d'Idumesaro respectivament.
El 1978 s'hi va traduir el Nou Testament. El 1980 Ian Gardner publicà un diccionari abau-anglès.

## Història
Devers el segle xiii el poble abua va emigrar des dels seus llogarets (situats en el que ara és Camerun), amb els efik i els ibibis, al territori que ocupa actualment.